# Douglas Mendes
Douglas Mendes Moreira (Tocantins, 13 giugno 2004) è un calciatore brasiliano, difensore del Liefering in prestito dal Salisburgo.

## Caratteristiche tecniche
È un difensore centrale.

## Carriera

### Club
Mendes è cresciuto nel settore giovanile del Ponte Preta, con cui ha debuttato in prima squadra il 26 novembre 2021 nell'incontro di Série B vinto 3-2 contro il Coritiba. Il 5 agosto 2022 è stato acquistato a titolo definitivo dal RB Bragantino ed il 9 novembre seguente ha esordito in Série A contro il Fortaleza.
Il 14 febbraio 2023 è stato ceduto in prestito al Liefering fino a giugno. Il 1º agosto è passato a titolo definitivo al Salisburgo, che lo ha lasciato alla propria seconda squadra. Il 10 gennaio 2024 ha fatto ritorno in prestito al Bragantino.

### Nazionale
Nel dicembre del 2022 è stato incluso nella rosa brasiliana partecipante al campionato sudamericano Under-20 del 2023, tenutosi in Colombia. ed il 23 febbraio si è laureato campione grazie alla vittoria per 2-0 sull'Uruguay. Nel giugno del 2023 ha preso parte al campionato mondiale tenutosi in Argentina.

## Statistiche

### Presenze e reti nei club
Statistiche aggiornate al 1º luglio 2025.
| Stagione             | Squadra              | Campionato           | Campionato | Campionato | Coppe nazionali | Coppe nazionali | Coppe nazionali | Coppe continentali | Coppe continentali | Coppe continentali | Altre coppe | Altre coppe | Altre coppe | Totale | Totale | Totale |
| Stagione             | Squadra              | Comp                 | Pres       | Reti       | Comp            | Pres            | Reti            | Comp               | Pres               | Reti               | Comp        | Pres        | Reti        | Pres   | Reti   |        |
| -------------------- | -------------------- | -------------------- | ---------- | ---------- | --------------- | --------------- | --------------- | ------------------ | ------------------ | ------------------ | ----------- | ----------- | ----------- | ------ | ------ | ------ |
| 2021                 | Ponte Preta          | A1/SP+B              | 0+1        | 0          | CB              | 0               | 0               | -                  | -                  | -                  | -           | -           | -           | 1      | 0      |        |
| 2022                 | Ponte Preta          | A1/SP+B              | 0+8        | 0          | CB              | 0               | 0               | -                  | -                  | -                  | -           | -           | -           | 8      | 0      |        |
| Totale Ponte Preta   | Totale Ponte Preta   | Totale Ponte Preta   | 0+9        | 0          |                 | 0               | 0               |                    | -                  | -                  |             | -           | -           | 9      | 0      |        |
| 2022                 | RB Bragantino        | A                    | 1          | 0          | CB              | 0               | 0               | -                  | -                  | -                  | -           | -           | -           | 1      | 0      |        |
| feb.-giu. 2023       | Liefering            | 2L                   | 3          | 0          | -               | -               | -               | -                  | -                  | -                  | -           | -           | -           | 3      | 0      |        |
| 2023-gen. 2024       | Liefering            | 2L                   | 7          | 0          | -               | -               | -               | -                  | -                  | -                  | -           | -           | -           | 7      | 0      |        |
| Totale Liefering     | Totale Liefering     | Totale Liefering     | 10         | 0          |                 | -               | -               |                    | -                  | -                  |             | -           | -           | 10     | 0      |        |
| 2024                 | RB Bragantino        | A1/SP+A              | 5+20       | 0+2        | CB              | 2               | 0               | CL+CS              | 0+5                | 0                  | -           | -           | -           | 32     | 2      |        |
| gen.giu. 2025        | RB Bragantino        | A1/SP+A              | 0          | 0          | CB              | 0               | 0               | -                  | -                  | -                  | -           | -           | -           | 0      | 0      |        |
| Totale RB Bragantino | Totale RB Bragantino | Totale RB Bragantino | 5+21       | 0+2        |                 | 2               | 0               |                    | 5                  | 0                  |             | -           | -           | 33     | 2      |        |
| Totale carriera      | Totale carriera      | Totale carriera      | 45         | 2          |                 | 2               | 0               |                    | 5                  | 0                  |             | -           | -           | 52     | 2      |        |

## Palmarès

### Nazionale
- Campionato sudamericano Under-20: 1

Colombia 2023